# Bijinga

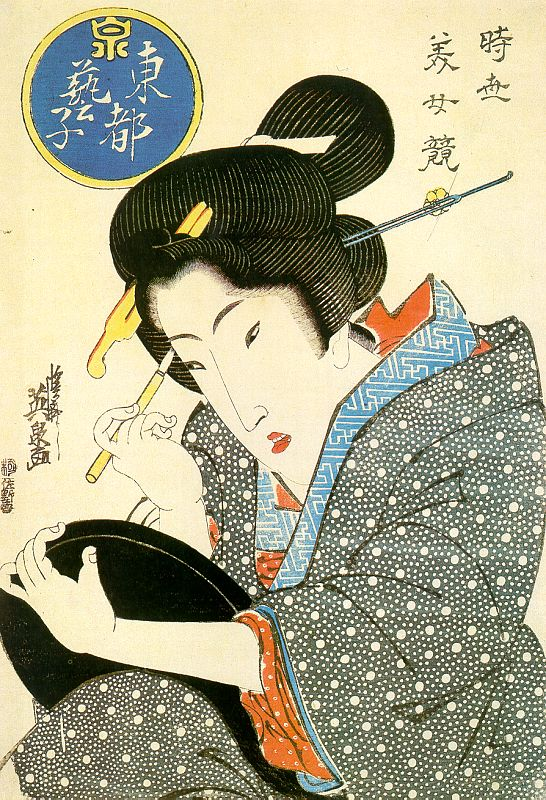
Eine bijin trägt Schminke auf, Ukiyo-e von Keisai Eisen (1791–1848)

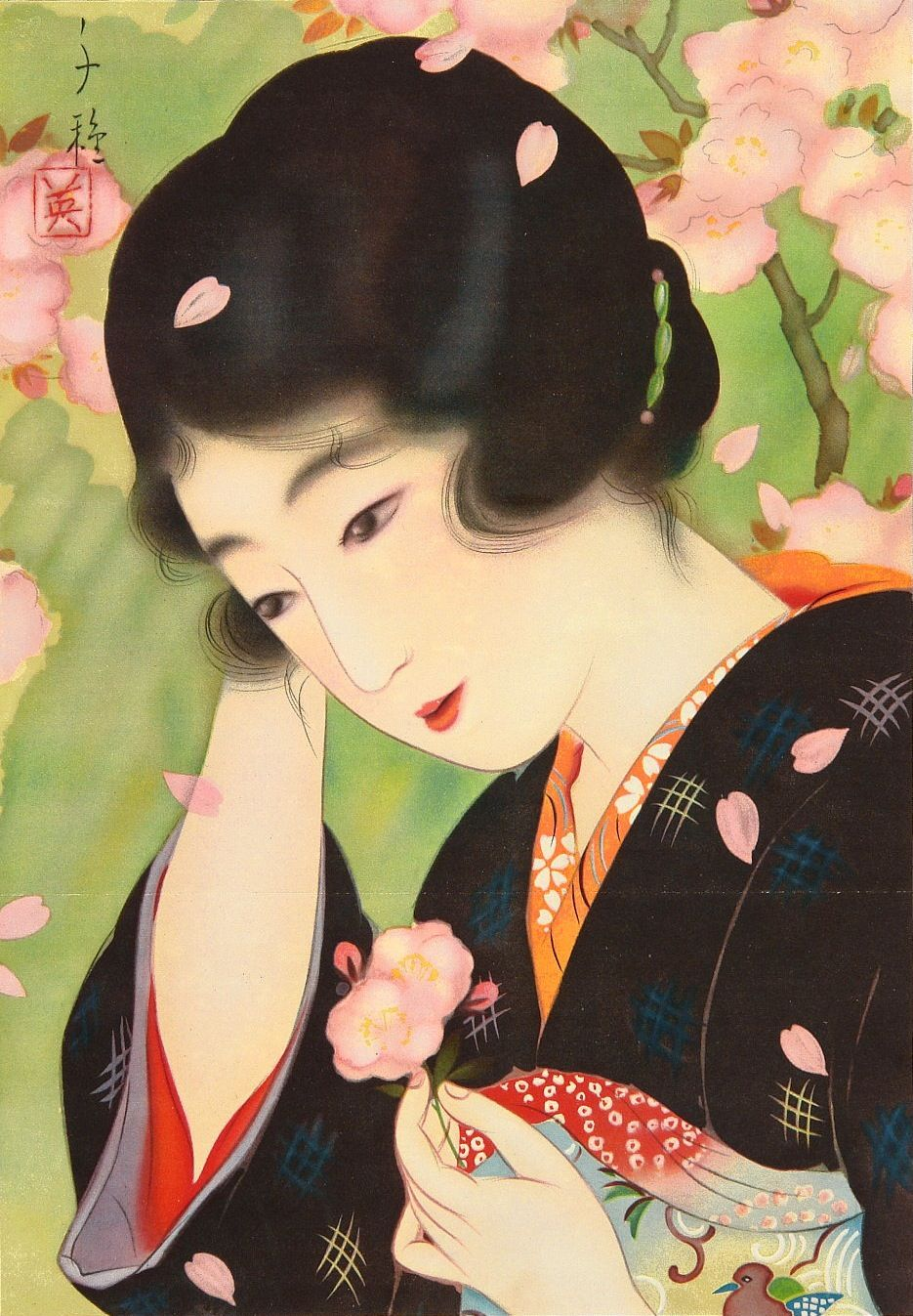
Kitani Chigusa: Schönheit und Kirschblüten, Lithographie.

Bijinga (jap. 美人画, dt. „Bilder von schönen Frauen“) bezeichnete Ukiyo-e mit Darstellungen von Frauen, die dem zeitgenössischen Schönheitsideal entsprachen.
Vor der Meiji-Zeit verwendete man den Begriff Bijin-e (美人絵) mit gleicher Bedeutung. bijin – eigentlich „schöner Mensch“ – erfuhr in der Zeit des zehnten und elften Tokugawa-Shogunats eine Bedeutungseinengung auf vornehmlich Frauen. Daher können Bijin-e auch Darstellungen von Männern einschließen. Bijinga gilt mittlerweile als Gattungsname für ukiyo-e von schönen Frauen, unabhängig von der Entstehungszeit der Kunstwerke. Als Hochzeit der Bijinga gilt die Bunka-Bunsei-Zeit (Kasei-Zeit) (1804–1830) mit ihrer namensgebenden Kultur, als Torii Kiyonaga, Kitagawa Utamaro sowie Hosoda Eishi (細田 栄之; 1756–1829) diese schufen. Im Gegensatz zu den zur gleichen Zeit entstehenden yakusha-e (役者絵), ukiyo-e von Kabuki-Schauspielern, wiesen die abgebildeten Frauen keine individuellen Gesichtszüge auf.